# Chór „Medici Cantantes” Uniwersytetu Medycznego we Wrocławiu
Chór „Medici Cantantes” (dawniej: Kameralny Chór Akademii Medycznej we Wrocławiu) –  akademicki zespół chóralny działający przy Uniwersytecie Medycznym im. Piastów Śląskich we Wrocławiu.

## O chórze
Chór zrzesza studentów i absolwentów Uniwersytetu Medycznego oraz innych wrocławskich uczelni. Powstał w 2000 roku, a jego założycielem i dyrygentem do roku 2015 była Agnieszka Franków-Żelazny. Obecnie działa i koncertuje pod dyrekcją Magdaleny Wojtas.

## Osiągnięcia
- 2015 - XXXIII Międzynarodowy Festiwal Chórów w Prevezie w Grecji:
  - Srebrny Medal
- 2015 - VI Międzynarodowy Wrocławski Festiwal Chóralny „VRATISLAVIA SACRA”
  - II miejsce ex aequo
  - Nagroda dla najlepszego dyrygenta konkursu dla Magdaleny Lipskiej
- 2014 - X Międzynarodowy Festiwal Chórów Gaude Cantem
  - Złoty Dyplom w kategorii chórów akademickich
  - Nagroda specjalna za najciekawszą interpretację utworu o charakterze sakralnym („De profundis” Marcina Łukaszewskiego)
  - PODWÓJNE GRAND PRIX: oficjalnego i nieoficjalnego jury Festiwalu
  - Nagroda specjalna dla najlepszego dyrygenta Agnieszki Franków-Żelazny
- 2014 - Międzynarodowy Festiwal Chóralny w Ohrid w Macedonii
  - I miejsce, najwyższa nota w konkursie – 97,67 punktów na 100 możliwych
  - nagroda za najlepsze wykonanie utworu renesansowego „Exultate justi”
  - Grand Prix
- 2014 - Ogólnopolski Turniej Chórów „Legnica Cantat” 45
  - Złoty dyplom
  - I nagrodę
  - nagrodę pieniężną im. Henryka Karlińskiego
  - Nagrodę dla najlepszego dyrygenta Agnieszki Franków-Żelaznej
- 2010 - Międzynarodowy Festiwal Pieśni Chóralnej w Międzyzdrojach
  - W kategorii A: „Chóry mieszane, żeńskie, męskie, młodzieżowe” - Złoty dyplom
  - Nagroda Burmistrza Miasta Międzyzdroje
  - W kategorii Musica Sacra - Ikona Świętego Piotra Apostoła oraz Złoty Dyplom
- 2010 - Międzynarodowy Festiwal Muzyki Cerkiewnej „Hajnówka”
  - II Nagroda w kategorii chórów amatorskich świeckich
- 2010 - Ogólnopolski Turniej Chórów „Legnica Cantat” 41
  - Grand Prix
- 2008 - Międzynarodowy Festiwal Muzyki Cerkiewnej „Hajnówka”
  - I Nagroda w kategorii chórów amatorskich świeckich
- 2008 - Ogólnopolski Turniej Chórów LEGNICA CANTAT 39
  - I Nagroda im. Henryka Karlińskiego w kategorii chórów akademickich
  - Nagroda Specjalna dla dyrygenta Agnieszki Franków-Żelazny
- 2007 - Międzynarodowy Festiwal Chórów „THE SINGING WORLD” - Sankt Petersburg (Rosja): III miejsce i nagroda specjalna za najlepiej wykonany utwór rosyjski
- 2006 - Ogólnopolski Turniej Chórów „Legnica Cantat”:
  - I Nagroda im. Henryka Karlińskiego
  - Nagroda II Programu PR za najlepsze walory brzmieniowe
  - Nagroda Główna Nieoficjalnego Jury Ogólnopolskiego Turnieju Chórów
- 2005 - IV Międzynarodowy Konkurs Chórów „Moskwa miastem pokoju” w Moskwie
  - I miejsce
- 2005 - II Ogólnopolski Konkurs Pieśni Pasyjnej w Bydgoszczy
  - I miejsce oraz Nagroda Specjalna Związku Chórów Kościelnych
- 2004 - Międzynarodowy Festiwal Muzyki Religijnej im. Ks. Stanisława Ormińskiego w Rumi
  - I miejsce
- 2004 - Ogólnopolski Turniej Chórów „Legnica Cantat”
  - Grand Prix
- 2003 - Ogólnopolski Turniej Chórów „Legnica Cantat”
  - I Nagroda im. H. Karlińskiego w kat. chórów akademickich
- 2001 - Ogólnopolski Turniej Chórów „Legnica Cantat”
  - III Nagroda im. H. Karlińskiego w kat. chórów akademickich oraz Nagroda Specjalna Dolnośląskiego Oddziału Polskiego Związku Chórów i Orkiestr
- 2001 - Międzynarodowy Konkurs Muzyki Sakralnej w Prevezie (Grecja)
  - Złoty Medal
  - Nagroda Specjalna za najlepsze wykonanie utworu cerkiewnego
- 2001 - Międzynarodowy Festiwal „Akademicka Banska Bystrica” (Słowacja)
  - Srebrne Pasmo

## Nagrane płyty
- 2013 - „Misterium”
  - Angelus Domini – Franz Biebl
  - Mein Gott – Ernst Friedrich Richter
  - K Bogorodice – Paweł Czesnokow
  - Zastupnice – Paweł Czesnokow
  - Milost mira – Paweł Czesnokow
  - Locus iste – Anton Bruckner
  - Os justi – Anton Bruckner
  - Christus factus est – Anton Bruckner
  - Christus est natus – Damijan Močnik
  - Pater noster – Zdeňek Lukáš
  - Pater mi – Antonín Tučapský
  - Pater meus – Antonín Tučapský
  - Ave Regina Caelorum – Vytautas Miškinis
  - Regina Coeli – Romuald Twardowski
  - Wierzę – Józef Świder
- 2012 - „Z chórem po świecie”
  - Dysc – opr. T. Mayzner
  - Powiadają, żem jest ładna – opr. M. Krzyński
  - Prši, prši – opr. M. Hroněk
  - Home is a special kind of feeling- muz. J. Rutter
  - Auld Lang Syne – opr. J. Forbes
  - Meguru – opr. M. Brewer
  - O Sifuni Mungu – opr. R. Emerson
  - I’m a train – opr. P. Knight
  - Embraceable you – muz. G. Gershwin
  - Bridge over troubled water –  muz. P. Simon/ opr. K. Shaw
  - Oh, Happy Day – opr. P. Schumette
  - O Shenandoah – opr. J. Erb
  - Duerme Negrito – muz. A.Yupangui/opr. E. Solé
  - W kawiarence „Sułtan” – muz. J.Wasowski/ opr. A. Borzym
  - Piosenka jest dobra na wszystko – muz. J. Wasowski/opr. A Borzym
  - No i jak tu nie jechać – muz. J. Wasowski/opr. A Borzym
  - Name that tune – opr. G. Ives
- 2008 - „Za gwiazdą”
  - Wśród nocnej ciszy – opr. Józef Świder
  - Gdy się Chrystus rodzi – opr. Józef Świder
  - Lulajże, Jezuniu – opr. Józef Świder
  - Jezus malusieńki – opr. Józef Świder
  - Gdy śliczna Panna – opr. Józef Świder
  - Przybieżeli do Betlejem – opr. Józef Świder
  - Dzisiaj w Betlejem – opr. Feliks Nowowiejski
  - Mizerna cicha – opr. Stanisław Niewiadomski
  - Z narodzenia Pana – opr. Feliks Nowowiejski
  - W dzień Bożego Narodzenia – opr. Marcin Łukasz Mazur
  - O Gwiazdo Betlejemska – opr. Stanisław Niewiadomski
  - Cicha noc – opr. Włodzimierz Sołtysik
  - A to komu – opr. Franciszek Rączkowski
  - Nad stajenką Gwiazda płonie – muz. Jan Maklakiewicz
  - Mozaika kolędowa 1 – opr. Józef Świder
  - Mozaika kolędowa 2 – opr. Józef Świder
  - Mozaika kolędowa 3 – opr. Józef Świder
  - Za gwiazdą – muz. Jan Maklakiewicz
  - Kolędy przeplatane są życzeniami chórzystów i dyrygenta
- 2006 - „Musica Profana”
  - Kasia plucha – Juliusz Łuciuk
  - Il bianco e dolce cigno – Jacob Arcadelt
  - Il est bel et bon – Pierre Passereau
  - Prado verde y florido – Francisco Guerrero
  - Zefiro torna – Claudio Monteverdi
  - Pory roku – Józef Świder
  - Mata del Anima Sola – Antonio Esteves
  - Muie rendera – Carlos Pinto Fonseca
  - Blue skies – Irvin Berlin/Alan Woods
  - Come in and stay a while – Ronda Polay
  - Stacyjka Zdrój – Jerzy Wasowski/Andrzej Borzym
  - Ach, śpij kochanie – Henryk Wars/Włodzimierz Sołtysik
  - Nad wodą wielką i czystą – Ignacy Paderewski/Stanisław Wiechowicz
- 2006 - „Musica Sacra”
  - Ave Maria – Tomás Luis de Victoria
  - Ave Maria – Javier Busto
  - Popule meus – Tomás Luis de Victoria
  - Miserere – Antonio Lotti
  - Miserere – Andrzej Koszewski
  - Parce Domine – Marcin Łukaszewski
  - Eli, Eli – Gyorgy Deakbardos
  - Listen to me – Knut Nystedt
  - Bogorodice Diewo – Arvo Pärt
  - Bogorodice Diewo – Siergiej Rachmaninow
  - Czego chcesz od nas, Panie – Józef Świder
  - Kto szuka Cię – Józef Świder

## Repertuar
- „Requiem” - Gabriel Fauré
- „Requiem” - John Rutter
- „IX Symfonia” - Ludwig van Beethoven
- „Orfeusz i Eurydyka” - Christoph Willibald Gluck
- „Harnasie” - Karol Szymanowski
- „Missa Gospel” - Włodzimierz Szomański
- „Te Deum” - Anton Bruckner
- „Angelus” - Wojciech Kilar
- „Nieszpory Ludźmierskie” - Jan Kanty Pawluśkiewicz
- „Fantazja c-moll” - Ludwig van Beethoven
- „Carmina Burana” - Carl Orff
- „Stabat Mater” - Karol Szymanowski
- „Tu es Petrus” i „Psałterz Wrześniowy” - Piotr Rubik